# Cima Olmi
Cima Olmi (2.656 m s.l.m. - detta anche Monte degli Olmi - Ilmenspitz in tedesco) è una montagna delle Alpi della Val di Non nelle Alpi Retiche meridionali. Fa parte della Catena delle Maddalene. Si trova in Trentino-Alto Adige tra i comuni di Ultimo, Rumo e Rabbi.

## Caratteristiche
Situata al confine fra la provincia di Trento e quella di Bolzano, rappresenta la sesta vetta per altitudine del Gruppo delle Maddalene, preceduta dal Monte Mattonara (2660 m - a nord di Cima Trenta), dalla cima centrale delle Binasie (2670 m), dalla cima Stubele (2671 m), da cima Tuatti (2701 m) e dalla Punta di Quaira (2752 m).

Si trova grosso modo nella parte centrale della Catena, a ovest di Proves. Dal punto di vista geografico separa la Valle di Non (Trentino) dalla Val d'Ultimo (Alto Adige).
Sulla cima è presente un capitello, dove si legge la frase: Regina delle vette proteggici, posta al di sopra di una madonnina depositata all'interno del capitello. Dietro di esso si erge la croce di vetta in legno.
Il panorama dalla vetta è veramente sconfinato: si nota in dettaglio l'intera catena delle Maddalene fino al Monte Luco, è inoltre ben visibile la Valle di Non con al centro il lago di Santa Giustina, la Val d'ultimo con alle spalle il Gruppo Ortles-Cevedale che si estende verso ovest con le cime Orecchia di Lepre, Gioveretto, Sternai fino al Monte Cevedale e oltre. In lontanzana (dietro al gruppo del Roen) si notano le cime dolomitiche, tra cui la Marmolada e spostandosi verso sud-ovest le Dolomiti di Brenta e il gruppo dell'Adamello-Presanella.